# Neufeld, mitkommen!
Neufeld, mitkommen! (Arbeitstitel: Schweigen von nebenan) ist ein Filmdrama von Tim Trageser aus dem Jahr 2014. Der Film basiert auf einer Berichterstattung der Journalistin Jana Simon, über ein ähnliches reales Geschehen aus dem Jahr 2002. Die Hauptrollen sind mit Christina Große, Ole Puppe und Ludwig Skuras besetzt.

## Handlung
Im Film werden die auf Nick Neufeld verübten Übergriffe aus der Vergangenheitsperspektive geschildert; die Täter sind zu Beginn des Films bereits verurteilt worden, der Anführer muss 120 Stunden Gartenarbeit leisten:
Nick Neufeld wird von seinen Mitschülern gedemütigt und gefoltert; teilweise geschehen diese Übergriffe mitten in den Unterrichtsstunden, andere Übergriffe in den Unterrichtspausen. Zunächst erfahren weder seine Eltern noch die Schulleitung davon. Da niemand die Übergriffe auf ihn mitzubekommen scheint, nimmt Nick seinen ganzen Mut zusammen und zeigt seine Peiniger bei der Polizei an, was die Verurteilung der Täter nach sich zieht.
Beate Neufeld, Nicks Mutter, erscheinen die den Tätern auferlegten Strafen zu milde. Als ihr Sohn zu seinen Peinigern in seine alte Klasse zurück soll, lässt ihr das keine Ruhe. Der Frieden in Nicks Familie ist nachhaltig gestört, da seine Mutter in Rage gerät und die Lehrer, die Nachbarn und die Klassenkameraden angreift, während sein Vater die Übergriffe verharmlost. So gerät die Zeit nach der Verurteilung zu einer Zerreißprobe für die Familie Neufeld.
Nick wird nach der Verurteilung der Täter von einer Psychologin betreut, der er seine Erfahrungen vor lauter Scham nur in Bruchstücken erzählen kann. Diese Therapie scheint anzuschlagen; gegen Ende des Films begibt sich Nick mit seinen Eltern auf einen Fahrradurlaub. Seine ehemaligen Peiniger haben sich jedoch anscheinend bereits ein neues Opfer ausgesucht.

## Veröffentlichung
Der Film hatte am 2. April 2014 in Deutschland seine Premiere im deutschen Fernsehen.

## Kritik
„Nuanciertes Drama wider das Wegsehen“